# Inmarsat-3 F5
O Inmarsat-3 F5 é um satélite de comunicação marítima geoestacionário construído pela Lockheed Martin. Ele está localizado na posição orbital de 25 graus de longitude leste e é operado pela Inmarsat. O satélite foi baseado na plataforma AS-4000 e sua expectativa de vida útil era de 13 anos.

## Lançamento
O satélite foi lançado com sucesso ao espaço no dia 22 de janeiro de 1998, por meio de um veículo Ariane-44LP H10-3 a partir do Centro Espacial de Kourou, na Guiana Francesa, juntamente com o satélite Brasilsat B3. Ele tinha uma massa de lançamento de 2 068 kg.

## Capacidade
O Inmarsat-3 F5 é equipado com 22 (+11) transponders em banda L (amplificadores de potência de 22W), uplink de banda C. 7 pontos de largura e um feixe mundial para fornecer transmissão, serviços de negócios e comunicações móveis. Serviços limitados em um único ponto de feixe, back-up e capacidade alugada.